# Juan Vidaurre-Leal
Juan Vidaurre-Leal Morla (Concepción, 1802 - Valparaíso, 18 de septiembre de 1859) fue un militar chileno.

## Biografía
Nació en Concepción, en el año 1802; probablemente hijo de Juan Fermín Vidaurre y de Josefa Morla. 
Se casó con Manuela del Río y Fernández y tuvieron hijos. 
Se enroló en el Ejército Unido Libertador de Chile. Siendo cadete, participó en el sitio y asalto de Talcahuano y en los combates de Quechereguas y Cancha Rayada. 
En 1818 fue destinado a la Academia Militar de Santiago y con ella concurrió a la batalla de Maipú. 
En 1826 estuvo en la batalla de Bellavista, en Chiloé y en 1830 ascendió a sargento mayor. 
En 1831 fue comandante de la brigada de artillería de Valparaíso y designado elector de presidente de la República.
En 1837, después de producido el motín de Quillota, encabezado por José Antonio Vidaurre, su primo, combatió eficazmente en las alturas del Barón, bajo las órdenes de Manuel Blanco Encalada. Obtuvo, por esta acción, una condecoración y para distinguirlo de su primo José Antonio, se le concedió para sí y para sus descendientes hasta la cuarta generación, el título de "Leal", que usó desde entonces y que ha pasado a sus descendientes, más que como un título, como parte del apellido: Vidaurre-Leal.
En el año 1838, se incorporó al Ejército Unido Restaurador del Perú y participó en las acciones de Portada de Guías y Yungay. 
En 1843 fue miembro de la comisión redactora del Código Militar; al año siguiente, de la comisión revisora de la Táctica de Infantería; en 1846 fue subinspector de la Guardia Nacional; en 1847, inspector de los Cuerpos Militares de Valparaíso; en 1848, inspector de los Cuerpos Cívicos del Norte y en el año 1849, comandante general de armas de Santiago e inspector general de la Guardia Nacional. 
En 1851, con motivo de la revolución que estalló el 7 de septiembre, en La Serena, cuyo objetivo era impedir la llegada al poder de Manuel Montt y auspiciar la candidatura del general Cruz, fue nombrado comandante general de las fuerzas pacificadoras del norte. Impidió que las tropas revolucionarias marcharan hacia la capital, y las derrotó en Petorca, el 14 de octubre de 1851. Luego se encargaría de comandar el Sitio de La Serena y reprimir a los sublevados de Copiapó. 
En 1852 fue nombrado intendente y comandante general de armas de Chiloé. 
En 1853 ascendió a general de brigada y en 1854 se le designó intendente y comandante general de armas de Atacama. 
Fue Diputado suplente por Osorno, periodo 1855-1858, pero no hay constancia que se haya incorporado. 
Diputado por Lautaro, período 1858-1861; integró la Comisión Permanente de Guerra y Marina. 
Fue nombrado intendente y comandante general de armas de la provincia de Valparaíso, el 3 de septiembre de 1859. 
Falleció en Valparaíso, el 18 de septiembre de 1859, posterior a la realización del Te Deum en la catedral de la ciudad, a consecuencia de una herida de bala disparada por Lorenzo Valenzuela, durante un motín en la Revolución de 1859.

| Predecesor: Jovino Novoa Vidal | Comandantes Generales de Marina 1859-1860 | Sucesor: Cornelio Saavedra Rodríguez |